# Pro Juventute (Österreich)
Pro Juventute ist eine österreichische Kinder- und Jugendhilfsorganisation. Der Verwaltungssitz der privaten und unabhängigen Organisation befindet sich in Salzburg. Sie finanziert sich über Spenden und öffentliche Gelder und trägt seit 2002 das Österreichische Spendengütesiegel.
Das Kontrollorgan des Vereins Pro Juventute ist das Kuratorium. Es übt eine aufsichtsratsähnliche Funktion aus.
Seit der Gründung 1947 konnte bereits über 6000 Kindern geholfen werden.

## Geschichte
Aus Anlass der großen Not der Kriegswaisen am Ende des Zweiten Weltkrieges erfolgte 1947 die Gründung des Vereins in Salzburg als Erste Österreichische Kinderdorfvereinigung durch die Ehepaare Schubert, Maislinger und Walla. Zweck sollte die Errichtung eines Kinderdorfes nach Vorbild des Pestalozzidorfes sein, in dem es den Kindern ermöglicht wird, bis zum Erreichen der Selbständigkeit in einer familienähnlichen Gruppe aufzuwachsen. Ab etwa 1950 kam die Organisation Pro Juventute (lat. „Für die Jugend“) hinzu, wobei dies schnell zum Hauptnamen des Vereins wurde.
Von 1948 bis Juni 2005 wurden Karten für Ballon- und Luftschiffpost aufgelegt. Mit dem Kauf der Belege unter dem Motto „Sammler helfen Kindern“ konnten in- und ausländische Philatelisten die Organisation unterstützen. Dieses Programm wurde mittlerweile eingestellt, da durch den Rückgang der Verkäufe der Aufwand höher als die Einkünfte gewesen wäre.
Von 1950 bis 1955 entstanden im steirischen Rottenmann die ersten vier Pro Juventute Häuser für ebenso viele Großfamilien. Die Betreuung übernahmen ehrenamtliche Pflegeeltern, die mit den eigenen Kindern und den Pflegekindern in einem Haus der Pro Juventute lebten. Im Laufe der nächsten 35 Jahre bis 1990 wurde die Idee eines „Großfamilienhauses“ in vielen österreichischen Gemeinden umgesetzt. 27 Pro Juventute Einrichtungen wurden in diesem Zeitraum eröffnet und bezogen. Inzwischen sind die eigentlichen Kriegswaisen versorgt und es gilt immer mehr „Sozialwaisen“ unterzubringen.
Von 1990 bis 2000 erfolgte eine Erweiterung der Organisationsschwerpunkte um Beratung für Familien und Kinder, die Familienberatung der Pro Juventute wurde zu einem festen Bestandteil des Angebots.
1990 wurde in Rehhof bei Salzburg die erste sozialpädagogische Jugendwohngemeinschaft eröffnet. Pflegemütter bzw. -väter wurden ab 1993 angestellt, wobei der Ehepartner jeweils seiner bisherigen Berufstätigkeit nachging. In den kommenden Jahren ließ Pro Juventute das Modell „Familienwohngruppe“ zugunsten sozialpädagogischer Wohngemeinschaften mit professionellen Mitarbeitern im Turnusdienst auslaufen.
Seit 2002 trägt Pro Juventute das österreichische Spendengütesiegel.
2010 wurde in Klosterneuburg das Streetwork-Projekt „Pi-Jays“ für junge Menschen zwischen zwölf und 23 Jahren gestartet, heute als „GEH.BEAT“ bekannt. GEH.BEAT setzt sich für die Interessen und Bedürfnisse von jungen Menschen ein, für die öffentlicher Raum ein zentraler Sozialisations- und Lebensort ist. Ziel: in direktem Kontakt zu den Jugendlichen eine Beziehung aufbauen und sozialarbeiterische Unterstützung, Beratung und Begleitung anbieten.
2012 wurde die Pro Juventute Akademie gegründet. In Seminaren, Workshops, Lehrgängen, Fachtagungen und Symposien wird qualitativ hochwertiges Wissen vermittelt. Ein Schwerpunkt ist die laufende Fortbildung der Mitarbeiter.
Mit 2023 eröffnete Pro Juventute die erste sozialtherapeutische Wohngemeinschaft in Wien und ist damit in sieben Bundesländern vertreten.
2024 startete in Tirol eine Kriseneinrichtung für Kinder und Jugendliche, deren Verbleib in der Herkunftsfamilie wegen persönlicher, sozialer bzw. familiärer Problemlagen vorübergehend nicht möglich ist.
Seit 2025 wird in Graz die Familienintensivbegleitung angeboten.

## Angebote
- Wohnangebote
  - Sozialpädagogische Kinder- und Jugendwohnhäuser: Fachlich ausgebildete Mitarbeiter begleiten die Kinder im Alltag und helfen ihnen dabei, ihre Potenziale zu entdecken und zu entfalten. Soweit es möglich ist, werden die Eltern dabei mit einbezogen.
  - Intensivpädagogische Wohngemeinschaften: Sind mit einem speziellen Wohn- und Betreuungskonzept sowie mit besonderen pädagogischen und personellen Ressourcen ausgestattet. Es erfordert u. a. einen höheren Personaleinsatz als in sozialpädagogischen Wohngemeinschaften.
  - Sozialtherapeutische Wohngemeinschaften: Die Kinder und Jugendlichen, die in solchen Wohngemeinschaften untergebracht sind, benötigen besonders intensive, individuelle, pädagogische und psychosoziale Betreuung.
  - Sozialpädagogische Pflegestellen: Als Außenstellen von sozialpädagogischen Einrichtungen bieten sozialpädagogische Pflegestellen eine Wohnform auf Zeit, innerhalb einer Familie. Dort werden Kinder und Jugendliche betreut, deren Perspektive noch ungeklärt ist und deren Bedürfnisse weder in einer Wohngruppe noch in einer Pflegefamilie ausreichend erfüllt werden können.
  - Wohnformen im Übergang zur Selbständigkeit Betreutes Wohnen – BEWO: Die Jugendlichen und/oder jungen Erwachsenen wohnen selbstständig in einer Wohnung, sind aber nicht auf sich allein gestellt. Die sozialpädagogisch ausgebildeten Mitarbeiter von Pro Juventute begleiten und unterstützen sie.
  - Familienintensivbegleitung: In einem Haus in Graz Geidorf leben die Familien in jeweils eigenen Wohnungen. Pro Juventute berät die Eltern und erarbeitet gemeinsam mit ihnen Lebensperspektiven. Zusätzlich gibt es psychologische Beratung und Unterstützung im Alltag.
- Mobile Angebote
  - Pro Juventute Mobil: Die mobile Familienbetreuung von Pro Juventute kommt im Burgenland, in Niederösterreich und Tirol zu jenen Familien nach Hause, die Hilfe brauchen, weil sie sich in einer schwierigen Situation befinden, die sie alleine nicht mehr bewältigen können.
  - Flexible Hilfen: Pro Juventute betreut die Familien vorwiegend in ihrem Umfeld. Die Fähigkeiten von Kindern, Jugendlichen und Familien werden gefördert und ihre Selbstverantwortung wird gestärkt.
  - Langzeitfamilienhilfe: Im Auftrag der Kinder- und Jugendhilfe unterstützen und begleiten ausgebildete und erfahrene Mitarbeiter von Pro Juventute Langzeitfamilienhilfe Familien in schwierigen Lebenssituationen. Die Unterstützung findet im unmittelbaren Lebensumfeld statt und orientiert sich am Lebensalltag der Familien. Gemeinsam mit den Familienmitgliedern werden Wege für ein gutes Zusammenleben und die Bewältigung von Alltag und besonderen Herausforderungen gesucht.
  - Elternbegleitung: Dies ist ein ergänzendes Angebot für die Begleitung der Menschen im Herkunftssystem von Kindern und Jugendlichen, die in Wohngemeinschaften  in Oberösterreich leben und hat dort 2021 gestartet. Seit 2023 wird die Elternbegleitung auch in der Stadt Salzburg angeboten.

- Mobile Jugendarbeit: Der Kontakt zu Kinder und Jugendlichen wird dort gesucht, wo sie sich treffen: auf der Straße, in der Schule oder an öffentlichen Plätzen. Die Mitarbeiter von Pro Juventute reden mit ihnen über ihre Probleme und Sorgen und entwickeln gemeinsam positive Perspektiven und Lösungen.

- Bildungsangebote für Erwachsene und Kinder: Die Pro Juventute Akademie bietet einem Fachpublikum und all jenen, die sich für pädagogische Themen interessieren, Seminare und Tagungen an. Ein weiterer Schwerpunkt ist die laufende Fortbildung der Mitarbeiter von Pro Juventute.
- Anlaufstelle Care Leaver: Lösungsorientierte Beratung für junge Menschen, die zuvor in einem Angebot von Pro Juventute betreut worden sind, wenn die Kinder- und Jugendhilfe nicht mehr zuständig ist oder keine weiterführenden Angebote mehr stellt.